# Vinyetatge

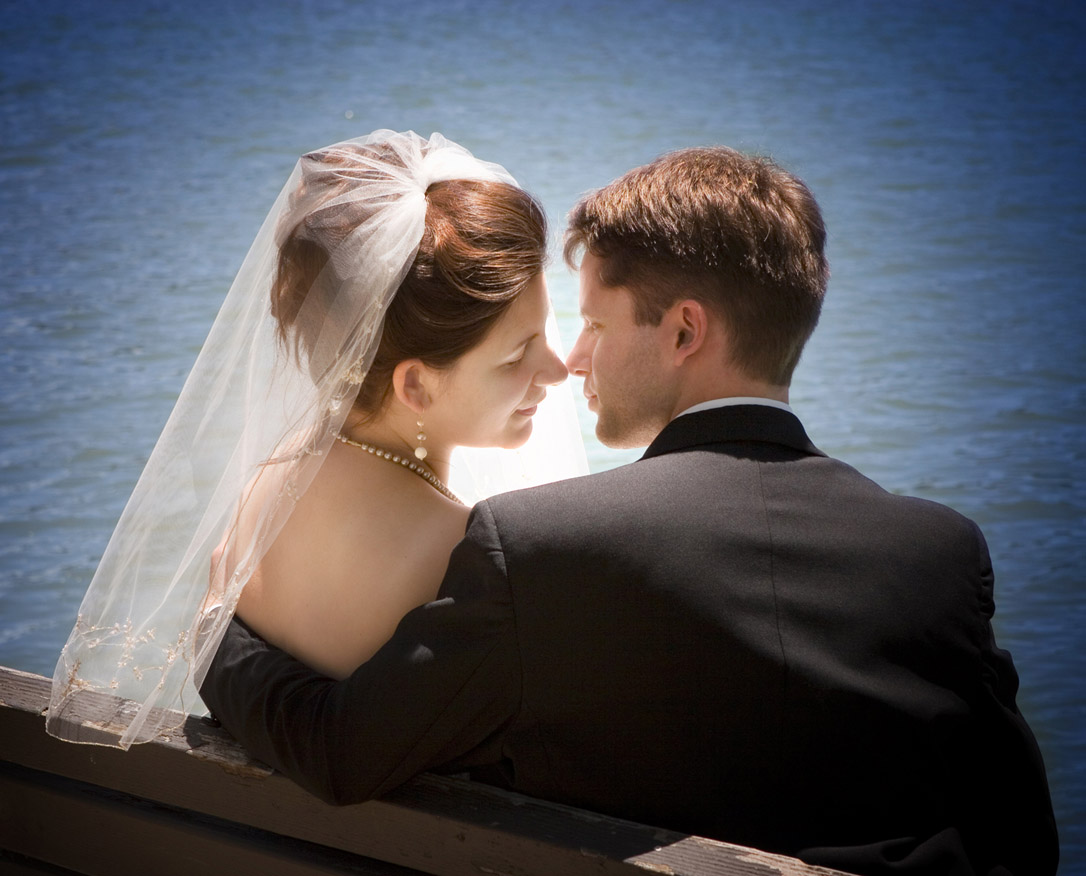
Sovint s'afegeix un vinyetatge en una imatge per atraure l’interès del centre i emmarcar la part central de la foto.

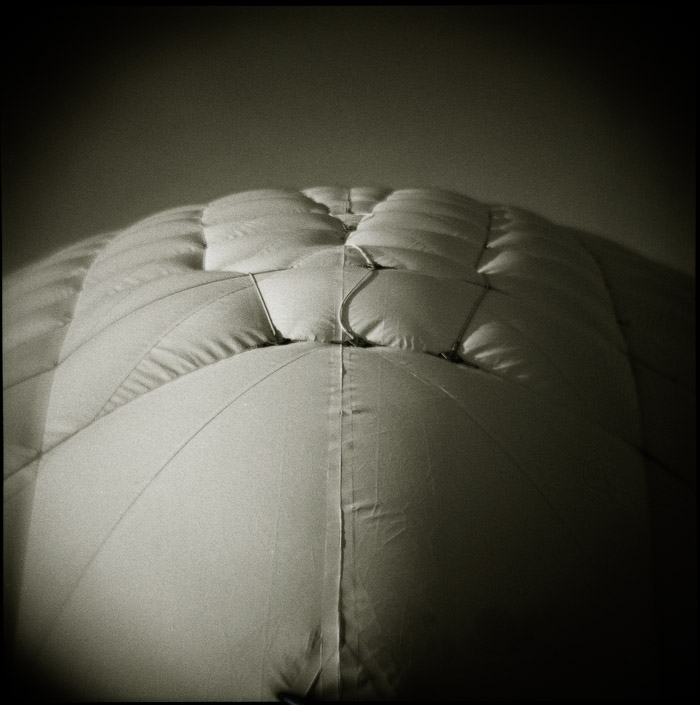
El vinyetatge és una característica habitual de les fotografies produïdes per càmeres de joguina, com ara aquesta presa.

El vinyetatge és l'aparició de vores més fosques en les fotografies o imatges. Aquest efecte es produeix quan el camp de visió de l'objectiu es veu afectat per la interposició d'elements que afecten l'angle de visió. Per exemple, quan el xassís o la part metàl·lica del filtre o el porta-filtre entra dins l'angle de visió de l'objectiu i surt a la fotografia. Una altra causa de la pèrdua d'informació a les cantonades de l'escena pot ser la construcció de l'objectiu i la disposició de les lents amb relació a l'angle d'incidència de la llum.

## Definició científica
Consisteix en les variacions d'il·luminació i balanç cromàtic amb simetria radial causades per la geometria de dos sistemes òptics (objectius), això es tradueix en vores més obscures. L'efecte es fa visible sobretot en les cantonades de la imatge, amb una pèrdua quasi total de la informació.

## Condicions d'aparició
Els objectius tenen un determinat camp o angle de visió, les focals curtes o angulars (17-28 mm) permeten fotografiar en sales petites (menjadors, habitacions, etc.) mentre que les focals llargues o teleobjectius (80, 200, 300 mm, etc.) redueixen la visió del camp lateral. Si utilitzem filtres davant l'òptica, l'angle de visió es veu afectat.
L'efecte de vinyetatge és molt acusat en focals molt curtes (17-28 mm) i es fa més greu com més filtres s'utilitzin, ja que aquests poden quedar retratats. Per a teleobjectius, pot ser causat per una selecció incorrecta del diafragma, o bé per una baixa qualitat de la lent de l'objectiu.
Se sol considerar com un efecte negatiu, però hi ha vegades en què es vol aconseguir aquest efecte per donar a la fotografia un aire diferent, fonent a negre les cantonades de la imatge. Per crear aquest efecte també es pot recórrer a programes d'edició de fotografia.
També es troba aquest efecte en fotografies lomogràfiques.